# Gare de Générac
Gare de Générac vasútállomás Franciaországban, Générac településen.

## Vasútvonalak
Az állomást az alábbi vasútvonalak érintik:
- Saint-Césaire au Grau-du-Roi-vasútvonal

## Kapcsolódó állomások
A vasútállomáshoz az alábbi állomások vannak a legközelebb:
- Saint-Césaire
- Gare de Beauvoisin